# Helene Weigel Theaterpreis
Den nach der Schauspielerin und Intendantin des Berliner Ensembles Helene Weigel benannten Helene Weigel Theaterpreis verleiht der Freundeskreis des Berliner Ensembles seit 2022 an aktuelle Künstler des Berliner Ensembles aus allen Bereichen, wie dem Schauspiel, der Bühne, dem Kostüm, der Regie oder an andere Mitglieder des Berliner Ensembles, die sich durch außergewöhnliche künstlerische Leistung hervorheben. Der Theaterpreis ist mit 5000 Euro dotiert.

## Preisträger
- 2022: Stefanie Reinsperger[2]
- 2023: Fritzi Wartenberg[3]
- 2024: Max Gindorff[4]
- 2025: Tena Štivičić[5]

## Belege
1. ↑  Helene Weigel Theaterpreis | berliner-ensemble. Abgerufen am 24. Juni 2022.
2. ↑  Helene-Weigel-Preis am Berliner Ensemble gestiftet. Abgerufen am 24. Juni 2022.
3. ↑  Helene Weigel Theaterpreis 2023 für Fritzi Wartenberg | berliner-ensemble. Abgerufen am 20. April 2023.
4. ↑  Christian Rakow: Berliner Ensemble: Max Gindorff erhält Helene-Weigel-Preis 2024. Abgerufen am 27. Juni 2024 (deutsch).
5. ↑  Berliner Ensemble: Helene Weigel Theaterpreis für Tena Štivičić und Amelie Willberg. Abgerufen am 10. Juli 2025 (deutsch).